# إدوارد جي. برين
إدوارد جي. برين هو سياسي أمريكي، ولد في 10 يونيو 1908 في دايتون في الولايات المتحدة، وتوفي بنفس المكان في 8 مايو 1991. نشط حزبياً في الحزب الديمقراطي. وقد انتخب عضو ‏ وانتخب عمدة (نوفمبر 1945 – أبريل 1948) وانتخب عضو مجلس النواب الأمريكي ‏ (3 يناير 1949 – 1 أكتوبر 1949).